# Leopold Schach von Wittenau
Leopold Alexander Schach von Wittenau (* 17. Februar 1787 in Rosenberg in Westpreußen; † 26. April 1862 in Schwedt/Oder) war ein preußischer Generalmajor und Kommandeur der 3. Kavallerie-Brigade.

## Leben

### Herkunft
Leopold war ein Sohn des preußischen Leutnants a. D. Johann Wilhelm Schach von Wittenau (1751–1827) und dessen Ehefrau Maria Anna, geborene von Pannwitz (1752–1822). Sein Bruder Albert (1794–1877) wurde ebenfalls preußischer General.

### Militärkarriere
Schach trat am 15. Oktober 1798 als Junker in das Dragonerregiment „von Hertzberg“ der Preußischen Armee und avancierte am 8. Januar 1803 zum Sekondeleutnant. Im Vierten Koalitionskrieg kämpfte er in den Gefechten bei Halle, Criwitz sowie Lübeck und wurde nach der Kapitulation von Ratekau inaktiv gestellt.
Mit dem Beginn der Befreiungskriege kehrte Schach zur Armee zurück und wurde am 1. Juni 1813 als Rittmeister in das 5. Ostpreußische Landwehr-Kavallerie-Regiment eingestellt. Er nahm an der Belagerung von Danzig teil, wo er verwundet und mit dem Eisernen Kreuz II. Klasse ausgezeichnet wurde.
Nach dem Krieg wurde er am 26. Februar 1816 dem 3. Dragoner-Regiment aggregiert und am 14. März 1818 als Eskadronchef in das 3. Husaren-Regiment versetzt. Dort stieg er Mitte Mai 1830 zum Major auf und erhielt am 18. Januar 1834 den Johanniterorden. Am 30. März 1837 beauftragte man Schach zunächst mit der Führung des 10. Husaren-Regiments und ernannte ihn am 15. September 1838 zum Regimentskommandeur. In dieser Stellung im Oktober 1838 mit dem Sankt-Stanislaus-Orden II. Klasse und dem Orden Heinrichs des Löwen ausgezeichnet, avancierte Schach bis Ende März 1843 zum Oberst. Am 31. März 1846 ernannte man ihn zum Kommandeur der 3. Kavallerie-Brigade. Dort erhielt er am 1. Oktober 1848 den Roten Adlerorden II. Klasse mit Eichenlaub und wurde am 8. Mai 1849 zum Generalmajor befördert. Am 4. Mai 1850 trat er mit Pension in den Ruhestand. Er starb am 26. April 1862 in Schwedt/Oder.

### Familie
Schach heiratete am 10. April 1822 Karoline Emilie Brunner (1800–1870). Das Paar hatte mehrere Kinder:
- Hermann (1823–1900) ⚭ 1851 Marie von Hoverbeck genannt von Schoenaich (1830–1897)[1]
- Franziska (1826–1853) ⚭ Richard von Mirus (1812–1880), preußischer Generalleutnant
- Elisabeth (1827–1910) ⚭ 1850 Hermann Ludwig Wissmann (1820–1869), Regierungsrat[2], Eltern von Hermann von Wissmann
- Hans Alexis (1830–1910), Oberst a. D.

⚭ 1858 Anna Maria Magdalene Schlick (1840–1861)
⚭ 1870 Aline Sophie Fanna Margarethe Jacobi von Wangelin (1847–1907)
- Ethelinde (1833–1905) ⚭ 1861 Theodor Hahndorf († 1893), preußischer Sanitätsrat